# Pachythelia alburnea
Pachythelia alburnea är en fjärilsart som beskrevs av Eugen Johann Christoph Esper 1787. Pachythelia alburnea ingår i släktet Pachythelia och familjen säckspinnare. Inga underarter finns listade i Catalogue of Life.